# John B. O'Brien
John B. O'Brien (13 de diciembre de 1884 – 15 de agosto de 1936) fue un actor y director cinematográfico de nacionalidad estadounidense, activo en la época del cine mudo. 
Nacido en Roanoke, Virginia, a lo largo de su carrera actuó en más de 90 cintas, dirigiendo unas sesenta, todas ellas estrenadas entre 1909 y 1936. Debutó en 1909 trabajando para los Essanay Studios de Broncho Billy Anderson, cineasta con el cual rodó sus primeras cintas hasta el año 1911.
Falleció en 1936 en Los Ángeles, California, a los 51 años de edad.

## Filmografía completa

### Actor
- The Best Man Wins, de Broncho Billy Anderson (1909)
- His Reformation, de Broncho Billy Anderson (1909)
- The Ranchman's Rival, de Broncho Billy Anderson (1909)
- The Heart of a Cowboy, de Broncho Billy Anderson (1909)
- Electric Insoles, de Broncho Billy Anderson (1910)
- Won by a Hold-Up, de Broncho Billy Anderson (1910)
- The Outlaw's Sacrifice, de Broncho Billy Anderson (1910)
- The Cowboy and the Squaw, de Broncho Billy Anderson (1910)
- The Mexican's Faith, de Broncho Billy Anderson (1910)
- Method in His Madness, de Broncho Billy Anderson (1910)
- The Girl and the Fugitive, de Broncho Billy Anderson (1910)
- A Ranchman's Wooing, de Broncho Billy Anderson (1910)
- The Ranger's Bride, de Broncho Billy Anderson (1910)
- The Mistaken Bandit, de Broncho Billy Anderson (1910)
- The Bad Man and the Preacher, de Broncho Billy Anderson (1910)
- The Cowboy's Sweetheart, de Broncho Billy Anderson (1910)
- The Cowpuncher's Ward, de Broncho Billy Anderson (1910)
- The Little Doctor of the Foothills, de Broncho Billy Anderson (1910)
- Away Out West, de Broncho Billy Anderson (1910)
- The Ranchman's Feud, de Broncho Billy Anderson (1910)
- The Forest Ranger, de Broncho Billy Anderson (1910)
- The Bad Man's Last Deed, de Broncho Billy Anderson (1910)
- Under Western Skies, de Broncho Billy Anderson (1910)
- The Count That Counted, de Broncho Billy Anderson (1910)
- The Dumb Half Breed's Defense, de Broncho Billy Anderson (1910)
- The Dumb Half Breed's Defense, de Broncho Billy Anderson (1910)
- Take Me Out to the Ball Game, de Broncho Billy Anderson (1910)
- The Deputy's Love, de Broncho Billy Anderson (1910)
- He Met the Champion, de Broncho Billy Anderson (1910)
- The Pony Express Rider, de Broncho Billy Anderson (1910)
- A Flirty Affliction, de Broncho Billy Anderson (1910)
- A Close Shave, de Broncho Billy Anderson (1910)
- Pals of the Range, de Broncho Billy Anderson (1910)
- The Silent Message, de Broncho Billy Anderson (1910)
- The Masquerade Cop, de Broncho Billy Anderson (1910)
- Hank and Lank: As Sandwich Men, de Broncho Billy Anderson (1910)
- Circle C Ranch's Wedding Present, de Broncho Billy Anderson (1910)
- A Cowboy's Vindication, de Broncho Billy Anderson (1910)
- The Dude (1911)
- The Count and the Cowboys, de Broncho Billy Anderson (1911)
- The Faithful Indian, de Broncho Billy Anderson (1911)
- Across the Plains, de Broncho Billy Anderson y Thomas H. Ince (1911)
- The Sheriff's Chum, de Broncho Billy Anderson (1911)
- The Indian Maiden's Lesson, de Broncho Billy Anderson (1911)
- The Puncher's New Love, de Broncho Billy Anderson (1911)
- Alkali Ike's Auto, de Broncho Billy Anderson (1911)
- The Lucky Card, de Broncho Billy Anderson (1911)
- The Infant at Snakeville, de Broncho Billy Anderson (1911)
- The Tribe's Penalty, de Broncho Billy Anderson (1911)
- The Corporation and the Ranch Girl, de Broncho Billy Anderson (1911)
- The Ranchman's Son, de Arthur Mackley (1911)
- Spike Shannon's Last Fight, de Broncho Billy Anderson (1911)
- A Western Redemption, de Broncho Billy Anderson (1911)
- An Eye for an Eye (1913)
- The Double Knot, de Raoul Walsh (1914)
- The Second Mrs. Roebuck, de John B. O'Brien (1914)
- A Rude Awakening (1915)
- The Legend Beautiful, de Tom Ricketts (1915)
- The Woman He Married (1915)
- The Little Mascot (1916)
- Bab's Diary, de J. Searle Dawley (1917)
- Wings of Pride, de B.A. Rolfe (1920)
- Bride 13, de Richard Stanton (1920)
- The Stealers, de Christy Cabanne (1920)
- Queens Up!, de Fred C. Newmeyer (1920)
- Annabelle Lee, de William J. Scully (1921)
- Thunder Island, de Norman Dawn (1921)
- Love's Penalty, de John Gilbert (1921)
- Why Girls Leave Home, de William Nigh (1921)
- Molly O', de F. Richard Jones (1921)
- A Daughter of the Law, de Jack Conway (1921)
- Bride's Play, de George Terwilliger (1922)
- The Black Bag, de Stuart Paton (1922)
- The Noon Whistle, de George Jeske (1923)
- The Soilers, de Ralph Ceder (1923)
- Postage Due, de George Jeske (1924)
- Zeb vs. Paprika, de Ralph Ceder (1924)
- Brothers Under the Chin, de Ralph Ceder (1924)
- Wide Open Spaces, de George Jeske (1924)
- The Iron Horse, de John Ford (1925)
- Big Red Riding Hood, de Leo McCarey (1925)
- Reckless Courage, de Tom Gibson (1925)
- The Galloping Jinx, de Robert Eddy (1925)
- The Desert Demon, de Richard Thorpe  (1925)
- Once in a Lifetime, de Duke Worne (1925)
- Action Galore, de Robert Eddy (1925)
- A Streak of Luck, de Richard Thorpe (1925)
- Their Purple Moment, de James Parrott y Fred Guiol (1928)
- Noisy Noises, de Robert F. McGowan (1929)
- Cat, Dog & Co., de Robert A. McGowan (1929)
- Saturday's Lesson, de Robert F. McGowan (1929)
- The Vigilantes Are Coming, de Ray Taylor y Mack V. Wright (1936)

### Director
- Life on the Circle Ranch in California (1912)
- Imar the Servitor
- The Getaway
- The Body in the Trunk (1914)
- The Different Man (1914)
- The Miniature Portrait (1914)
- Life's Lottery
- The Angel of Contention (1914)
- Lest We Forget (1914)
- The Mystery of the Hindu Image
- The Second Mrs. Roebuck (1914)
- Sierra Jim's Reformation (1914)
- The Final Verdict (1914)
- Back to the Kitchen (1914)
- For Her Father's Sins (1914)
- A Mother's Influence (1914)
- The Tear That Burned (1914)
- The Folly of Anne (1914)
- The Old Maid (1914)
- The Old Fisherman's Story (1914)
- What Might Have Been (1915)
- An Obstinate Sheriff
- The Outcast (1915)
- Captain Macklin (1915)
- Her Shattered Idol (1915)
- Big Jim's Heart (1915)
- The Foundling, codirigida con Allan Dwan (1915)
- The Foundling (1916)
- The Flying Torpedo, codirigida con Christy Cabanne (1916)
- Hulda from Holland (1916)
- Vanity (1917)
- The Eternal Grind (1916)
- Destiny's Toy (1916)
- The Big Sister (1916)
- Mary Lawson's Secret (1917)
- Souls Triumphant (1917)
- Maternity (1917)
- Reputation (1917)
- The Unforseen (1917)
- Daughter of Maryland (1917)
- Her Sister (1917)
- The Buffalo Bill Show (1917)
- Queen X (1917)
- The Girl and the Judge (1918)
- The Street of Seven Stars (1918)
- The Inn of the Blue Moon (1918)
- The Bishop's Emeralds (1918)
- Impossible Catherine (1919)
- The Family Closet (1921)
- Father Tom (1921)
- Lonely Heart (1921)
- Those Who Dare (1924)
- The Handicap (1925)
- The Outlaw's Daughter (1925)
- Daring Days (1925)
- Montana of the Range (1926)
- Queen of the Hills (1926)
- Mountain Molly O' (1926)
- Outlaw Love (1926)
- The Little Warrior (1926)
- Jim Hood's Ghost (1926)

### Guionista
- An Obstinate Sheriff
- Destiny's Toy, de John B. O'Brien (1916)
- The Handicap

### Varios
- Father Tom, de John B. O'Brien - productor (1921)
- The Spirit of Notre Dame, de Russell Mack – como él mismo (1931)
- Our Nixon - música (2013)